# Барум (Округ Илцен)
Барум (њем. Barum) општина је у њемачкој савезној држави Доња Саксонија. Једно је од 29 општинских средишта округа Илцен. Према процјени из 2010. у општини је живјело 845 становника. Посједује регионалну шифру (AGS) 3360003.

## Географски и демографски подаци
Барум се налази у савезној држави Доња Саксонија у округу Илцен. Општина се налази на надморској висини од 60 метара. Површина општине износи 22,3 km². У самом мјесту је, према процјени из 2010. године, живјело 845 становника. Просјечна густина становништва износи 38 становника/km².